# Oghamstein von Emlagh East

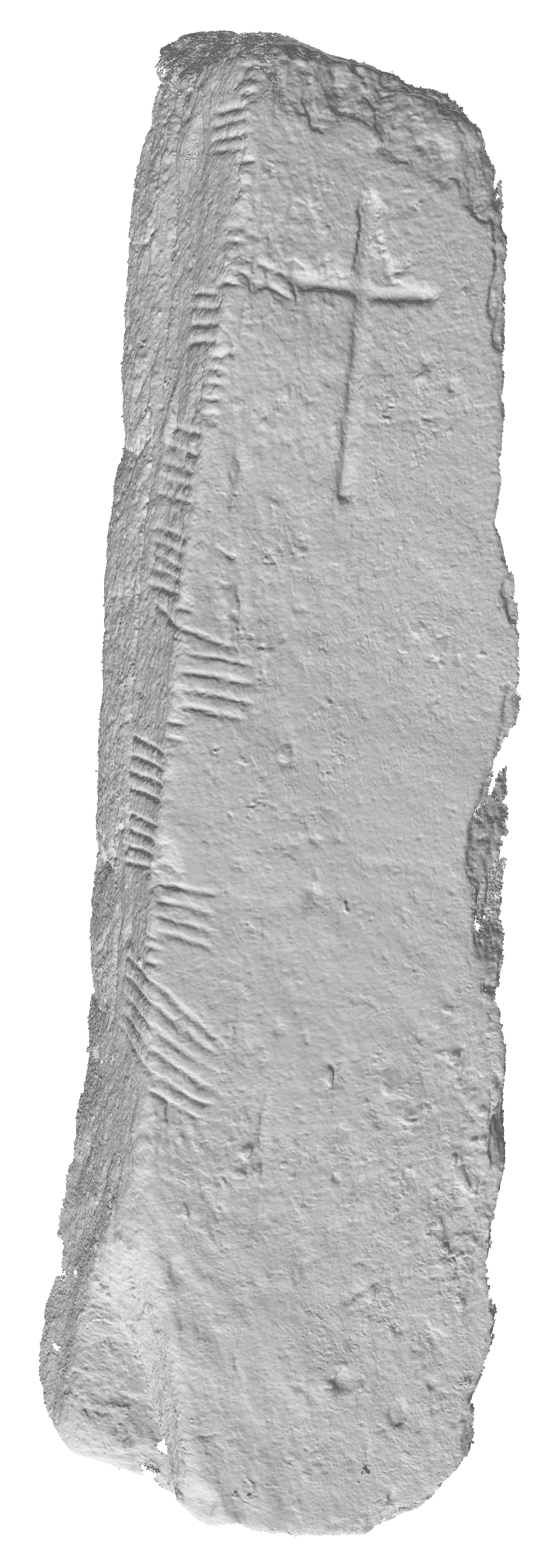
Stein von Emlagh East

Der Oghamstein von Emlagh East, liegt im Townland Emlagh East (irisch Imleach Dhún Séann) in der Nähe von Doonshean (Dún Séann) auf der Dingle-Halbinsel im County Kerry, in Irland. Er ist auch als The Priest’s Stone (Cloch an tSagairt, dt. „Stein des Priesters“) bekannt, Der Oghamstein (Nr. CIIC 180) ist ein Nationaldenkmal.
Der Oghamstein stand ursprünglich auf einem Feld in der Nähe von Trabeg und wurde zwischen 400 und 470 n. Chr. als Grabstein mit einer altirischen Inschrift versehen. Er wurde 1702 von Edward Lluyd (1660–1709) bemerkt und laut R. A. S. Macalister (1945, S. 172-3) um 1849 in die Chute Hall, bei Dingle verlegt. Er liegt jetzt auf einem Sockel in der Nähe seines ursprünglichen Standortes.

## Beschreibung
Der Stein aus Sandstein ist etwa 2,4 m lang, an der Basis 0,7 m breit, verjüngt sich nach oben auf 0,4 m und ist 0,25 m dick. Die Inschrift lautet ᚛ᚁᚏᚒᚄᚉᚉᚑᚄᚋᚐᚊᚊᚔᚉᚐᚂᚔᚐᚉᚔ᚜ BRUSCCOS MAQQI CALIACI („Bruscus, Sohn von Cailech“).
Der Name „Bruscus“ (bedeutet vielleicht „Donner“) erscheint auch auf dem Stein Nr. CIIC 64 in Glenawillin im County Cork. Der Name „Cailech“ erscheint in Berichten des Corcu Duibne. In den Stein wurde vor oder nach der Beschriftung ein Kreuz gemeißelt.
In der Nähe befindet sich ein flacher Stein namens Lackshivaunnageelagh (Leac Shiobhán na nGeimhleach, „Steinplatte Siobháns von den Gefangenen“) und es gibt Belege für einen Friedhof, sowie eine Überlieferung einer alten Kirche am Strand.